# Série mondiale 2017
La Série mondiale 2017 est la 113e série finale des Ligues majeures de baseball. Jouée du mardi 24 octobre au mercredi 1er novembre 2017, elle couronne les Astros de Houston comme champions de la saison 2017. Victorieux quatre matchs à trois sur les Dodgers de Los Angeles, les Astros sont champions pour la première fois de leur histoire. George Springer, des Astros, est élu joueur par excellence de la Série mondiale.
Les deux clubs unissent leurs efforts pour 25 circuits en sept matchs lors de cette finale, fracassant l'ancien record de 21 établi en Série mondiale 2002.

## Équipes en présence
La Série mondiale 2017 est la première à opposer deux équipes gagnantes de 100 victoires ou plus en saison régulière depuis la victoire des Orioles de Baltimore (gagnants de 108 matchs) sur les Reds de Cincinnati (102 victoires) en Série mondiale 1970. C'est la 8e série finale à opposer deux gagnants d'au moins 100 parties,.

### Dodgers de Los Angeles
Les Dodgers de Los Angeles sont la meilleure équipe du baseball majeur en saison régulière 2017, ce qui leur confère l'avantage du terrain pour toutes les séries éliminatoires, incluant la Série mondiale. Remportant 13 matchs de plus que la saison précédente, ils savourent 104 victoires contre 58 défaites pour leur meilleure performance et première saison de 100 victoires depuis leurs 102 succès de la saison 1974. Los Angeles termine de plus au premier rang de la division Ouest de la Ligue nationale pour une 5e année consécutive. La saison presque sans faute du club dirigé par le gérant Dave Roberts est aussi étonnamment marquée par un passage à vide, le pire depuis l'arrivée de la franchise à Los Angeles en 1958, de 16 défaites en 17 matchs dont 11 défaites consécutives au début septembre.
Les lanceurs des Dodgers accordent moins de points (580) et ont une meilleure moyenne de points mérités (3,38) que tous les clubs des majeures sauf Cleveland durant la saison 2017.
Les Dodgers accèdent à leur première Série mondiale depuis 1988 en écartant les Diamondbacks de l'Arizona trois matchs à zéro lors de leur Série de division, puis en détrônant les champions en titre du baseball, les Cubs de Chicago, qu'ils éliminent quatre victoires à une dans la Série de championnat de la Ligue nationale.
L'histoire des Dodgers de Los Angeles se décline en deux grandes époques : d'abord comme club représentant de la ville de Brooklyn de 1884 à 1957, puis celle provoquée par le transfert de la franchise à Los Angeles à partir de la saison 1958. Les Dodgers de Brooklyn ont participé 9 fois à la Série mondiale, n'en gagnant qu'une seule. Depuis l'arrivée du club à Los Angeles, les Dodgers avaient avant 2017 gagné 5 des 9 séries finales auxquelles ils avaient participé, incluant leur dernier titre en Série mondiale 1988.

### Astros de Houston
Les Astros de Houston terminent en 2017 pour la première fois au premier rang de la division Ouest de la Ligue américaine. En saison régulière, leur fiche de 101 victoires et 61 défaites est la seconde meilleure de la Ligue américaine (derrière les 102 victoires de Cleveland) et la 3e meilleure des majeures.
Victorieux dans 17 parties de plus qu'en 2016, les Astros complètent la deuxième meilleure saison régulière de leur histoire, après leur record d'équipe de 102 victoires en 1998. Gagnants une seule fois du titre de la Ligue nationale (en 2005), les Astros remportent leur premier titre de la Ligue américaine depuis leur transfert vers cette ligue en 2013. Ils sont par le fait même la première franchise de l'histoire championne une fois dans les deux ligues, Milwaukee étant le seul autre club à avoir effectué pareil transfert.
L'offensive est la principale force du club dirigé par le gérant A. J. Hinch, les Astros marquant davantage de points (896, au-dessus de la moyenne de 753 durant la saison 2017) tout en n'étant retiré sur des prises que 1 087 fois, le plus bas total d'une ligue où la moyenne pour 30 équipes fut de 1 337 durant l'année.
Participant aux éliminatoires pour la première fois depuis une qualification comme meilleurs deuxièmes en 2015, Houston traverse les éliminatoires de 2017 en remportant une Série de divisions trois victoires à une sur les Red Sox de Boston, puis en écartant les Yankees de New York quatre victoires à trois en Série de championnat de la Ligue américaine.
Les Astros participent à la Série mondiale pour la seconde fois de leur histoire, ce qui complète un remarquable revirement de situation pour une franchise reconstruite à partir de zéro, après des saisons de 106, 107 et 111 défaites, respectivement, de 2011 à 2013. Le club dont c'est en 2017 la 56e saison avait perdu la Série mondiale 2005, s'inclinant quatre fois en quatre matchs et concédant le titre du baseball majeur aux White Sox de Chicago.

### Affrontements précédents
Les Astros étant l'un des deux clubs à avoir changé de ligue, cette Série mondiale 2017 offre pour la première fois de l'histoire un duel en Série mondiale entre deux anciens rivaux de division et entre deux clubs ayant auparavant croisé le fer dans une série éliminatoire autre que la Série mondiale. Opposés en 1981 aux Astros pour la seule fois jusque-là en éliminatoires, et en route vers leur victoire en Série mondiale 1981, les Dodgers avaient éliminé Houston trois matchs à deux dans une Série de division.

## Déroulement de la série

### Calendrier des rencontres
Il s'agit d'une série au meilleur de sept parties. La première équipe à remporter quatre parties de Série mondiale est sacrée championne.
| Match | Date         | Visiteur               | Hôte                   | Score                |
| ----- | ------------ | ---------------------- | ---------------------- | -------------------- |
| 1     | 24 octobre   | Astros de Houston      | Dodgers de Los Angeles | 1 - 3                |
| 2     | 25 octobre   | Astros de Houston      | Dodgers de Los Angeles | 7 - 6 (11 manches)   |
| 3     | 27 octobre   | Dodgers de Los Angeles | Astros de Houston      | 3 - 5                |
| 4     | 28 octobre   | Dodgers de Los Angeles | Astros de Houston      | 6 - 2                |
| 5     | 29 octobre   | Dodgers de Los Angeles | Astros de Houston      | 12 - 13 (10 manches) |
| 6     | 31 octobre   | Astros de Houston      | Dodgers de Los Angeles | 1 - 3                |
| 7     | 1er novembre | Astros de Houston      | Dodgers de Los Angeles | 5 - 1                |

### Match 1
Mardi 24 octobre 2017 au Dodger Stadium, Los Angeles, Californie.
| Astros de Houston | 0 | 0 | 0 | 1 | 0 | 0 | 0 | 0 | 0 | 1 | 3 | 0 |
| Dodgers de Los Angeles | 1 | 0 | 0 | 0 | 0 | 2 | 0 | 0 | X | 3 | 6 | 0 |
| Lanceurs partants : HOU : Dallas Keuchel LAD : Clayton Kershaw Vic. : Clayton Kershaw (1-0) Déf. : Dallas Keuchel (0-1) Sauv. : Kenley Jansen (1) HRs : HOU : Alex Bregman (1) LAD : Chris Taylor (1), Justin Turner (1) |   |   |   |   |   |   |   |   |   |   |   |   |

#### Déroulement du match

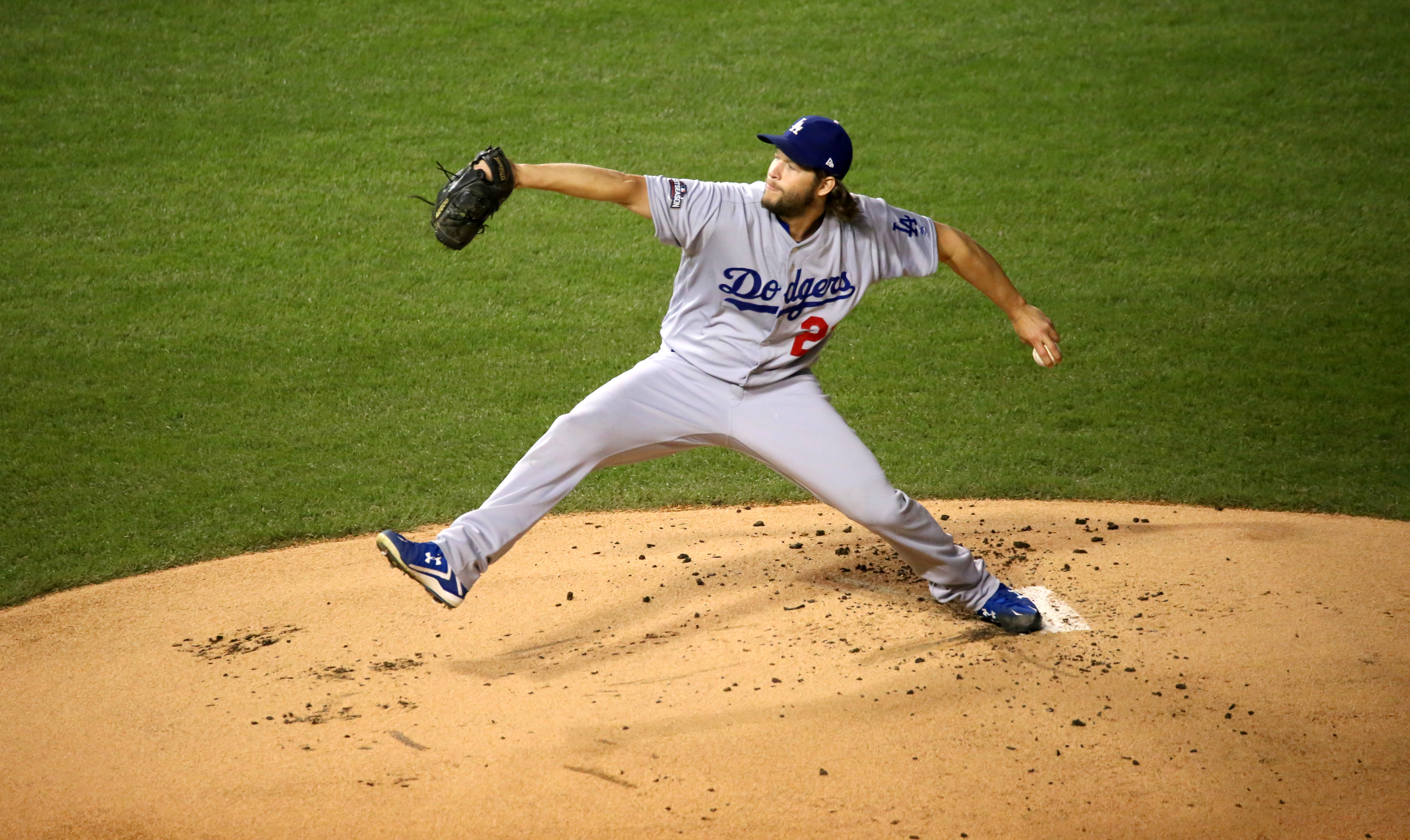
Clayton Kershaw en 2016.

Clayton Kershaw lance les 7 premières manches de la victoire de 3-1 des Dodgers, n'accordant aux Astros que 3 coups sûrs, dont le circuit d'Alex Bregman pour leur seul point. Kershaw réussit 11 retraits sur des prises et égale le record du plus grand nombre sans un seul but sur balles accordé dans un match de Série mondiale, rééditant la performance de Don Newcombe des Dodgers de Brooklyn lors du premier affrontement de la Série mondiale de 1949. Kershaw est aussi le premier lanceur des Dodgers avec 10 retraits sur des prises ou plus en une partie de Série mondiale depuis Sandy Koufax dans le dernier match de la finale de 1965.
Chris Taylor des Dodgers frappe un coup de circuit sur le premier lancer du match du lanceur Dallas Keuchel des Astros. Ce n'est que le 4e circuit réussi en Série mondiale comme premier frappeur d'une équipe, chaque fois en fin de 1re manche, après ceux de Don Buford (pour Baltimore en 1969), Dustin Pedroia (Boston en 2007) et Alcides Escobar (Kansas City en 2015) ; du groupe, seuls Escobar et Taylor ont réussi le circuit sur le premier lancer reçu. Justin Turner brise l'égalité de 1-1 avec un circuit de deux points contre Keuchel en 6e manche.
Complété en 2 heures et 28 minutes, ce match Dodgers-Astros est le plus court des Séries mondiales depuis le 4e duel de la Série mondiale 1992, joué en 2 heures et 21 minutes le 21 octobre 1992 à Toronto.

#### Record de température
La température de 103 degrés Fahrenheit (39,4 degrés Celsius) à l'heure du premier lancer, peu après 17 heures, heure locale à Los Angeles, est la plus élevée de l'histoire à avoir été enregistrée lors d'un match de Série mondiale. Parmi les températures recensées depuis au moins 1975, le record précédent était de 94 degrés Fahrenheit (34,4 degrés Celsius) le 27 octobre 2001 à Phoenix (Arizona) pour le premier match de la Série mondiale 2001,.

### Match 2
Mercredi 25 octobre 2017 au Dodger Stadium, Los Angeles, Californie.
| Astros de Houston | 0 | 1 | 0 | 0 | 0 | 0 | 0 | 1 | 1 | 2 | 2 | 7 | 14 | 1 |
| Dodgers de Los Angeles | 0 | 0 | 0 | 0 | 1 | 2 | 0 | 0 | 0 | 2 | 1 | 6 | 5  | 0 |
| Lanceurs partants : HOU : Justin Verlander LAD : Rich Hill Vic. : Chris Devenski (1-0) Déf. : Brandon McCarthy (0-1) HRs : HOU : Marwin González (1), José Altuve (1), Carlos Correa (1), George Springer (1) LAD : Joc Pederson (1), Corey Seager (1), Yasiel Puig (1), Charlie Culberson (1) |   |   |   |   |   |   |   |   |   |   |   |   |    |   |

#### Déroulement du match
Les Dodgers ne réussissent que deux coups sûrs au cours des 9 premières manches mais prennent une avance de 3-1 sur un circuit d'un point de Joc Pederson en 5e manche et d'un autre pour deux points de Corey Seager en 6e reprise, seules faiblesses apparentes du lanceur partant des Astros, Justin Verlander.

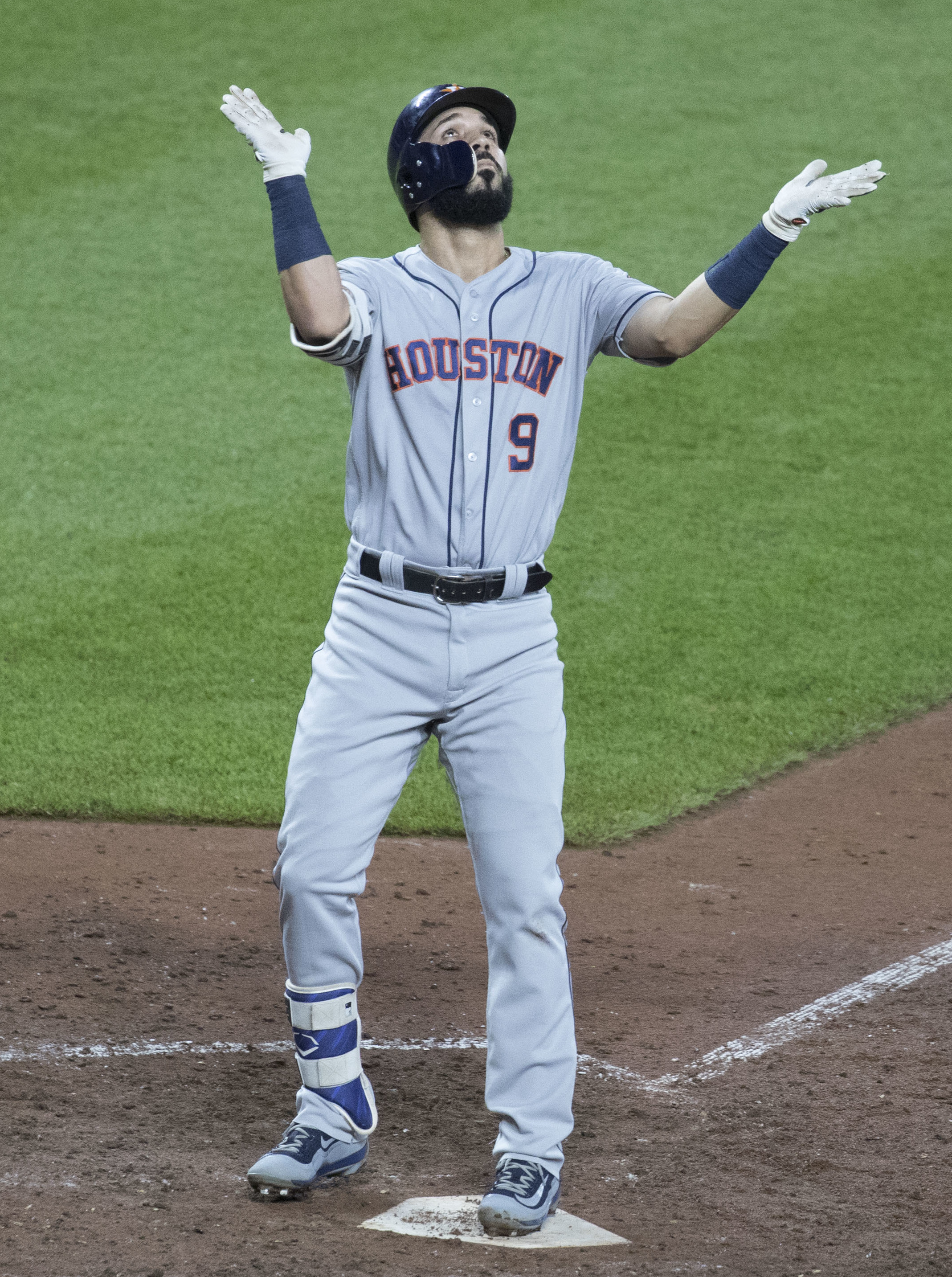
Marwin González crée l'égalité 3-3 avec un circuit en 9e manche du second match.

Les Astros reprennent un point en fin de 8e manche, résultat d'un simple de Carlos Correa contre le stoppeur étoile Kenley Jansen. Ce dernier, qui avait complété 41 sauvetages en 42 occasions en saison régulière 2017, est dépêché au monticule pour réussir les 6 derniers retraits du match, mais il faillit à la tâche pour son premier sabotage en carrière dans les éliminatoires : en début de 9e manche, lorsque les Astros créent l'égalité 3-3 sur un circuit de Marwin González, qui n'est que le 10e joueur de l'histoire à égaler le score en Série mondiale avec un circuit en 9e manche, et le premier depuis Dwight Evans pour Boston lors du 3e match de la Série mondiale 1975.
Les Astros de Houston gagnent le premier match de Série mondiale de leurs 56 ans d'histoire, remportant en 11 manches de jeu et par le score de 7-6 un match riche en rebondissements. Ils reviennent de l'arrière contre le personnel de lanceurs de relève des Dodgers qui n'avait pas accordé de point au cours des 28 manches précédentes dans ces séries éliminatoires,. Les Dodgers de Los Angeles perdent pour la première fois de l'année 2017 un match qu'ils menaient après 8 manches, ayant jusque-là une fiche de 98 victoires et aucune défaite dans ces circonstances.

#### Manches supplémentaires
En début de 10e manche face au releveur Josh Fields, les Astros se donnent une avance de 5-3 sur des circuits consécutifs de José Altuve et Carlos Correa. C'est la première fois de l'histoire que deux joueurs se suivant dans l'ordre de frappe cognent tour à tour des circuits en manches supplémentaires lors des Séries mondiales. Mais c'est ensuite au tour du stoppeur des Astros, Ken Giles, de gâcher l'avance qui lui est confiée lorsqu'un circuit de Yasiel Puig, un but sur balles, un mauvais lancer et un simple productif de Kiké Hernández permettent aux Dodgers d'égaler le score, 5-5 en fin de 10e manche.
Le match est gagné par Houston en début de 11e manche lorsque Brandon McCarthy, le dernier releveur disponible pour Los Angeles, accorde un circuit de deux points à George Springer. À leur tour au bâton en fin de 11e, les Dodgers réduisent l'écart à 7-6 sur le circuit de Charlie Culberson contre le lanceur Chris Devenski, mais celui-ci met fin au match en retirant sur des prises Yasiel Puig.

#### Records de circuits
Les deux équipes frappent un total de 8 circuits dans la rencontre, un nouveau record pour un match de Série mondiale, dépassant les 7 réussis par Oakland et San Francisco lors du 3e match de la Série mondiale 1989. Les deux équipes réussissent 5 de ces circuits en manches supplémentaires, alors que seulement 17 circuits avaient été frappés en manches supplémentaires lors des 112 Séries mondiales précédentes. Ces 5 circuits en manches supplémentaires sont un nouveau record, éclipsant la marque de deux par les Cardinals de Saint-Louis et les Rangers du Texas lors du 6e match de la Série mondiale 2011. Houston établit un record de 3 circuits en manches supplémentaires dans un même match de Série mondiale.

### Match 3
Vendredi 27 octobre 2017 au Minute Maid Park, Houston, Texas.
| Dodgers de Los Angeles | 0 | 0 | 1 | 0 | 0 | 2 | 0 | 0 | 0 | 3 | 4  | 2 |
| Astros de Houston | 0 | 4 | 0 | 0 | 1 | 0 | 0 | 0 | X | 5 | 12 | 0 |
| Lanceurs partants : LAD : Yu Darvish HOU : Lance McCullers Vic. : Lance McCullers (1-0) Déf. : Yu Darvish (0-1) Sauv. : Brad Peacock (1) HRs: HOU : Yuli Gurriel (1) |   |   |   |   |   |   |   |   |   |   |    |   |

Le lanceur partant des Dodgers, Yu Darvish, ne parvient à effectuer que 5 retraits et est chassé de la rencontre après une manche et deux tiers lancées, victime de 4 points des Astros en 2e manche. Houston s'accroche à cette avance et Brad Peacock, qui succède au lanceur partant Lance McCullers et n'avait auparavant jamais réussi de sauvetage durant sa carrière, protège la victoire des Astros en effectuant les 11 derniers retraits du match, sans accorder aux Dodgers de point ou de coup sûr.
Avec une 7e victoire en autant de matchs éliminatoires à Houston en 2017, les Astros sont la 2e équipe de l'histoire à amorcer des séries éliminatoires de cette manière, après les Phillies de Philadelphie de 2008.

### Match 4
Samedi 28 octobre 2017 au Minute Maid Park, Houston, Texas.
| Dodgers de Los Angeles | 0 | 0 | 0 | 0 | 0 | 0 | 1 | 0 | 5 | 6 | 7 | 0 |
| Astros de Houston | 0 | 0 | 0 | 0 | 0 | 1 | 0 | 0 | 1 | 2 | 2 | 0 |
| Lanceurs partants : LAD : Alex Wood HOU : Charlie Morton Vic. : Tony Watson (1-0) Déf. : Ken Giles (0-1) HRs : LAD : Joc Pederson (2) HOU : George Springer (2), Alex Bregman (2) |   |   |   |   |   |   |   |   |   |   |   |   |

### Match 5
Dimanche 29 octobre 2017 au Minute Maid Park, Houston, Texas.
| Dodgers de Los Angeles | 3 | 0 | 0 | 1 | 3 | 0 | 1 | 1 | 2 | 0 | 12 | 14 | 1 |
| Astros de Houston | 0 | 0 | 0 | 4 | 3 | 0 | 4 | 1 | 0 | 1 | 13 | 14 | 1 |
| Lanceurs partants : LAD : Clayton Kershaw HOU : Dallas Keuchel Vic. : Joe Musgrove (1-0) Déf. : Kenley Jansen (0-1) HRs : LAD : Cody Bellinger (1), Yasiel Puig (2) HOU : Yuli Gurriel (2), José Altuve (2), George Springer (3), Carlos Correa (2), Brian McCann (1) |   |   |   |   |   |   |   |   |   |   |    |    |   |

Un coup sûr d'Alex Bregman aux dépens du lanceur Kenley Jansen en fin de 10e manche permet à Houston d'inscrire une victoire de 13-12 sur Los Angeles. Le match d'une durée de 5 heures et 17 minutes est le deuxième plus long de l'histoire des Séries mondiales, après le troisième match de la Série mondiale 2005 remporté 7-5 par les White Sox de Chicago à Houston après 14 manches jouées en 5 heures et 41 minutes.
Le circuit de Yasiel Puig des Dodgers en 9e manche contre le lanceur Chris Devenski est le 22e de cette finale, ce qui permet à Los Angeles et Houston d'établir un nouveau record des Séries mondiales, dépassant les 21 circuits compilés par les Angels d'Anaheim et les Giants de San Francisco en Série mondiale 2002.

### Match 6
Mardi 31 octobre 2017 au Dodger Stadium, Los Angeles, Californie.
| Astros de Houston | 0 | 0 | 1 | 0 | 0 | 0 | 0 | 0 | 0 | 1 | 6 | 0 |
| Dodgers de Los Angeles | 0 | 0 | 0 | 0 | 0 | 2 | 1 | 0 | X | 3 | 5 | 0 |
| Lanceurs partants : HOU : Justin Verlander LAD : Rich Hill Vic. : Tony Watson (2-0) Déf. : Justin Verlander (0-1) Sauv. : Kenley Jansen (2) HRs : HOU : George Springer (4) LAD : Joc Pederson (3) |   |   |   |   |   |   |   |   |   |   |   |   |

George Springer donne les devants 1-0 aux Astros en 3e manche avec un coup de circuit aux dépens du lanceur Rich Hill et comptent sur leur as lanceur partant Justin Verlander pour ajouter une autre exceptionnelle performance à de brillantes séries éliminatoires. Verlander encaisse sa première défaite depuis son arrivée chez les Astros le 31 août précédent lorsque les Dodgers répliquent en 6e manche avec deux points, produits par un double de Chris Taylor et un ballon sacrifice de Corey Seager. Face au lanceur Joe Musgrove, Los Angeles ajoute un point d'assurance et fait 3-1 sur le 3e circuit frappé dans cette finale par Joc Pederson.

### Match 7
Mercredi 1er novembre 2017 au Dodger Stadium, Los Angeles, Californie.
| Astros de Houston | 2 | 3 | 0 | 0 | 0 | 0 | 0 | 0 | 0 | 5 | 5 | 0 |
| Dodgers de Los Angeles | 0 | 0 | 0 | 0 | 0 | 1 | 0 | 0 | 0 | 1 | 6 | 1 |
| Lanceurs partants : HOU : Lance McCullers LAD : Yu Darvish Vic. : Charlie Morton (1-0) Déf. : Yu Darvish (0-2) HRs : HOU : George Springer (5) |   |   |   |   |   |   |   |   |   |   |   |   |

La situation vécue lors du 3e match de la série finale se répète pour le lanceur partant des Dodgers, Yu Darvish, qui est une fois de plus forcé de quitter la rencontre après n'avoir retiré que 5 joueurs adverses. En une manche et deux tiers lancées, il accorde 5 points. Houston marque deux points en 1re manche, puis trois en autre en 2e manche. George Springer frappe notamment un coup de circuit de deux points contre Darvish en 2e manche. Le circuit de Springer permet aux Astros de 2017 d'établir le nouveau record de 15 circuits par une même équipe dans une Série mondiale - devant les 14 des Giants de San Francisco en Série mondiale 2002 - et d'égaler le record des Giants de 2002 avec 27 circuits dans les séries éliminatoires.
Lanceur partant des Astros, Lance McCullers aide son club à prendre les devants 5-0 en récoltant un point produit en étant retiré sur un roulant au champ intérieur en 2e manche. Erratique au monticule, il est retiré du match après seulement deux manches et un tiers lancées, au cours desquelles il réalise un fait inusité et inédit dans l'histoire des Séries mondiales en atteignant d'un lancer quatre frappeurs des Dodgers.
Menés 5-0 après une manche et demie, les Dodgers empêchent leurs adversaires d'ajouter à leur avance, grâce aux efforts conjugués de 4 lanceurs dépêchés en relève, notamment les 4 manches sans accorder de point abattues par l'as gaucher Clayton Kershaw. Brandon Morrow est le premier releveur à succéder à Darvish, marquant sa 7e apparition en 7 matchs : il est le second lanceur de l'histoire à être appelé dans tous les matchs d'une Série mondiale de 7 parties après Darold Knowles pour Oakland en Série mondiale 1973. Los Angeles est cependant incapable de faire mieux qu'un point produit par le vétéran Andre Ethier en 6e manche : les Dodgers laissent 10 coureurs sur les buts sans parvenir à les faire marquer durant ce match. Houston emploie également 4 releveurs, et Charlie Morton, habituellement partant, lance les 4 dernières manches, enregistrant le dernier retrait de la saison en forçant Corey Seager à cogner un faible roulant vers le joueur de deuxième but étoile des Astros, José Altuve.

## Joueur par excellence

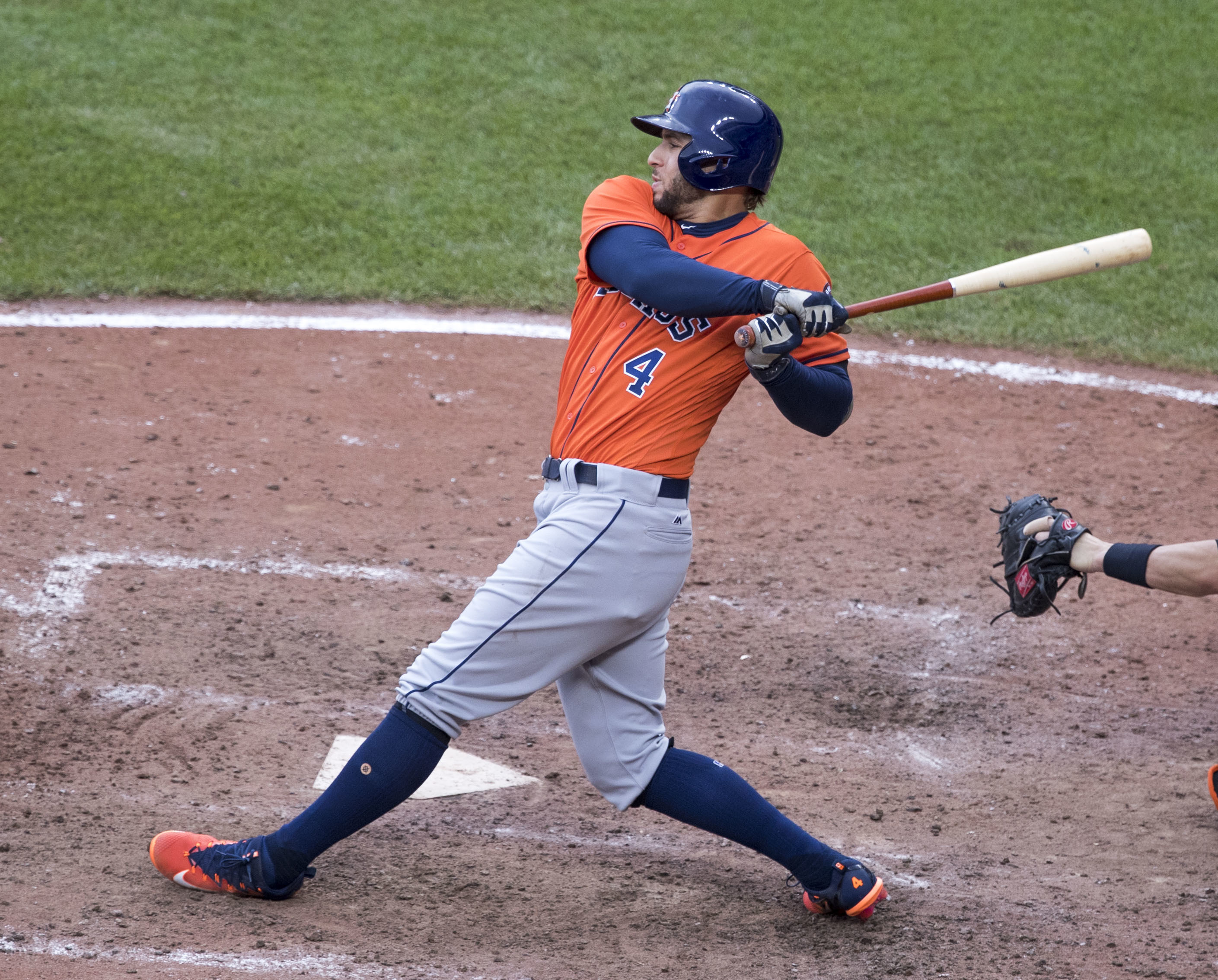
George Springer est le joueur par excellence de la Série mondiale 2017.

Le voltigeur de centre des Astros de Houston, George Springer, est élu joueur par excellence de la Série mondiale. Il est le premier joueur à recevoir ce prix depuis que le trophée remis au gagnant porte le nom de la légende du baseball Willie Mays.
Springer termine la série de 7 matchs avec deux records. Avec 8 coups sûrs de plus d'un but dans une même Série mondiale, il bat le record de 7 précédemment établi par Willie Stargell des Pirates de Pittsburgh en Série mondiale 1979. De plus, son total de buts s'élève à 29, surpassant l'ancien record de 25 pour une Série mondiale, établi par Reggie Jackson des Yankees de New York en Série mondiale 1977 et égalé par Stargell deux ans plus tard.
Springer frappe 5 circuits au cours de la Série mondiale 2017. Il est le 3e joueur de l'histoire à cogner 5 circuits au cours d'une même Série mondiale après Reggie Jackson pour les Yankees en 1977 et Chase Utley (un joueur des Dodgers en 2017) dans la Série mondiale 2009 perdue par son équipe de l'époque, les Phillies de Philadelphie. Le joueur des Astros cogne la longue balle lors des 4e, 5e, 6e et 7e matchs face aux Dodgers : il est le 3e joueur après Lou Gehrig (en 1928 et 1932) et Reggie Jackson (1977, 1978) à frapper des circuits dans 4 matchs consécutifs de Série mondiale, mais le premier à les réussir dans la même série finale.